# Klondike
Klondike — настільна гра швейцарського дуету авторів ігор Штефані Ронер та Крістіан Вольф, яка вийшла у 1993 та 2000 роках під видавництвом HABA. Перший випуск 1993 року був ілюстрований Доріс Маттеус, а змінений другий випуск 2000 року ілюструвала Ренате Зеліг. Гра була відзначена нагородою Kinderspiel des Jahres у 2001 році.
Гра натхненна процесом промивання золота в золотій мисці; назва походить від Клондайкської золотої лихоманки.

## Правила та мета гри
Метою кожного гравця є зібрати якомога більше «золота».

### Хід гри
Це можна зробити або шляхом промивання, або через ставки.
Кулі жовтого («золоті самородки»), чорного та сірого («каміння») кольорів кладуть у тканинний мішок, і кожен гравець отримує три картки для ставок свого кольору. Потім перший гравець витягує навмання три кулі з мішка. Ці кулі кладуться в миску. Якщо серед них немає жовтих куль, хід переходить до наступного гравця. Якщо ж серед куль є поєднання сірих, чорних і жовтих куль, вони повинні бути відсортовані шляхом «промивання».
Перед тим як гравець починає «промивати», інші гравці, використовуючи свої картки для ставок, повинні оцінити, наскільки успішним буде його хід. Потім гравець намагається відокремити жовті кулі. Для цього він кладе три кулі в миску і намагається за допомогою обертання, похитування або інших рухів видалити сірі та чорні кулі з миски. Це продовжується до тих пір, поки не залишаться лише жовті кулі, які гравець отримує відразу. Потім інші гравці відкривають свої ставки й, якщо їх оцінка була правильною, отримують нагороду за вірні прогнози.

### Кінець гри
Гра закінчується, коли у гравця не залишається золота або в мішку залишається менше трьох куль. Переможцем стає гравець, у якого найбільше золотих куль.
Klondike — це гра на спритність, оскільки для «промивання» золотих самородків з миски потрібні вправність та точність рухів.

## Нагороди
Klondike була номінована на нагороду Kinderspiel des Jahres разом з іграми «Im Märchenwald» та «The Piggyback Brigade» і здобула перемогу.